# Meteorus rugosus
Meteorus rugosus är en stekelart som beskrevs av Maeto 1986. Meteorus rugosus ingår i släktet Meteorus och familjen bracksteklar. Inga underarter finns listade i Catalogue of Life.